# Pet regentskih kuća
Pet regentskih kuća (jap. go-seike, go-sekke, kanji 五摂家 hiragana ご せっけ, sekke, kanji 摂家 hiragana せっけ, sekkanke 摂関家, せっかんけ ), zbirni izraz za pet glavnih ogranaka obitelji klana Fujiware.  Vođe tih obitelji monopolizirali su položaj sekkana (v. sesshō i kampaku) na japanskom carskom dvoru u Kyotu između 12. i 19. stoljeća. Ovih pet ogranaka bile su kuće Konoe, Takatsukasa, Kujō, Ichijō, i Nijō.
Svih tih pet ogranaka potječu od Fujiware no Michinage i Fujiwara no Tadamichi. Imena su dobila prema njihovim kyotskim rezidencijama.
Bilo je i drugih obitelji u klanu Fujiwari, ali tradicijski samo su ovih pet bile podobne za regentstvo. Među dvorskim službenicima (kugeima) bile su politički najsnažnije. Iz tih su obitelji od razdoblja Heiana do ranog razdoblja Kamakure bile izabirane carice i visoki državni činovnici.
Carski je klan tvrdio da potječe od kami/božice Amaterasu, a Fujiware su tradicijski tvrdile da im klan potječe od jednoga drugog drevnog kamija, Ame-no-Koyane. 

## Vanjske poveznice
- Sekke kamon na Harimaya.com Kuge